# 해방재건당
해방재건당(스페인어: Libertad y Refundación, 약칭 Libre)은 온두라스의 좌익 정당이다.2011년 국민대중투쟁전선(FNRP; 2009년 쿠데타에 반대한 좌익 단체들의 모임)을 바탕으로 창당되었다.
2013년 대선 당시 마누엘 셀라야 전 대통령의 부인인 시오마라 카스트로를 대선 후보로 선출했다. 당초 셀라야가 재선에 도전할 예정이었으나, 헌법상 재출마가 금지되었기 때문에 부인이 대신 나선 것. 하지만 4자 대결에서 29%를 득표해 34%를 득표한 후안 오를란도 에르난데스에 밀려 낙선했다.
2012년 6월부터 2013년 10월까지 최소 18명의 예비후보 및 정식 후보, 일가족 및 선거 캠프위원 상당수가 살해되었으며, 모두 이 당 소속이었다. 자유시장경제 및 신자유주의를 강력하게 반대하며, "대안 경제 구축"에 장기적인 목표를 두고 있다.

## 같이 보기
- 핑크 타이드